# Roberto Sighel
Roberto Sighel (* 17. února 1967 Baselga di Piné) je bývalý italský rychlobruslař.
V roce 1984 poprvé startoval na Mistrovství světa juniorů, od roku 1986 závodil ve Světovém poháru. Startoval na Zimních olympijských hrách 1988 (5000 m – 11. místo, 10 000 m – 7. místo). Svůj první cenný kov, stříbro, vybojoval na vícebojařském světovém šampionátu 1991. Již následující rok se stal mistrem světa ve víceboji. I v dalších letech získával další medaile, jak na světových, tak na kontinentálních šampionátech. Pro poslední stříbro si dobruslil na Mistrovství Evropy 1999. Během své kariéry se rovněž účastnil dalších zimních olympiád – po Calgary 1988 startoval jak v Albertville 1992 (1500 m – 11. místo, 5000 m – 14. místo, 10 000 m – 9. místo), tak v Lillehammeru 1994 (1000 m – 25. místo, 1500 m – 12. místo, 5000 m – 15. místo, 10 000 m – 15. místo), v Naganu 1998 (5000 m – 9. místo, 10 000 m – 9. místo) i v Salt Lake City 2002 (1500 m – 31. místo, 5000 m – 7. místo, 10 000 m – 7. místo). Poslední mezinárodní závody absolvoval na jaře 2002, v dalších dvou letech se ještě zúčastnil italských šampionátů a teprve v roce 2004 ukončil svoji sportovní kariéru. Od roku 2006 se příležitostně objevuje na veteránských závodech.